# Геопарк
Геопарк — имеющий особый охраняемый статус регион, на территории которого наглядно раскрывается геологическая история Земли, формирования местных ландшафтов, образования пород и месторождений полезных ископаемых, сохранились в массовом порядке ископаемые остатки доисторических животных. В созданных в различных странах геопарках проводятся ознакомительные экскурсии, наиболее значимые места (геопункты) оборудованы пояснительными таблицами. По специально проложенным маршрутам, оборудованным указателями и путевыми картами, могут передвигаться как пешие туристы, так и велотуристы.

## История
В СССР решение о создании первого геологического парка было принято в 1980 году. Проект был разработан в архитектурной мастерской № 6 "Моспроекта-3" и утверждён Мосгорисполкомом. Геологический парк общей площадью 15 гектаров планировалось создать на крутом склоне высокого левого берега Москвы-реки в виде 140-метровой полосы с перепадом рельефа 18-25 метров вдоль Карамышевской набережной и состоять из трёх зон - экспозиционной (в которой должны были быть установлены монолитные глыбы минералов из всех регионов СССР), прогулочной и зоны культурно-массового обслуживания и стать частью комплекса Музея геологии СССР.
В 1990-е годы движение по созданию геопарков активизировалось и постепенно охватило всю планету. С 2002 года существует специальная программа ЮНЕСКО по поддержке в создании всемирной сети национальных геопарков (Global Network of National Geoparks). С 2004 года созданная организация всемерно развивает т. н. «геотуризм», служащий как просветительским, так и социо-экологическим целям. К октябрю 2010 года в эту организацию ЮНЕСКО входили 77 геопарков из 24 стран.
В 2000 году создаётся Европейская сеть геопарков, в которой к июлю 2011 года находились 43 региона Европы из 17 стран. Входящие в эту сеть геопарки связаны между собой организационно и оказывают друг другу хозяйственную и экономическую помощь. В Европе геопарки расположены в таких государствах, как Австрия, Германия (13), Греция, Франция, Хорватия, Англия, Шотландия, Финляндия, Норвегия, Испания (Геопарк Центральной Каталонии), Италия, Чехия, Румыния, Португалия, Ирландия, Сев. Ирландия. За пределами Европы геопарки ЮНЕСКО созданы в Китае (22), Вьетнаме, Малайзии, Японии, Южной Корее, Канаде, Бразилии, Иране, на Тайване.
В России по состоянию на 2021 год было создано три геопарка: «Алтай», «Ундория», «Янган-Тау» (включён в список Глобальных геопарков ЮНЕСКО).

## Дополнения
- Global Network of National Geoparks (на английском языке)
- Геопарки Европы (на английском языке)